# Néstor Errea
Néstor Errea, vollständiger Name Néstor Martín Errea, (* 27. April 1939 in Buenos Aires; † 3. Juni 2005 in Athen) war ein argentinischer Fußballspieler. Nach dem Ende seiner Fußballkarriere in Griechenland blieb Errea dem Land treu, nahm 1977 die griechische Staatsangehörigkeit an, heiratete eine Griechin und lebte in Larisa bis zu seinem Tode infolge eines Schlaganfalls in einem Athener Krankenhaus.

## Karriere

### Verein
Torhüter Errea spielte von 1958 bis 1961 für den argentinischen Erstligisten Atlanta und bestritt in diesem Zeitraum 67 Partien in der Primera División Argentiniens. 1960 triumphierte sein Verein in der Copa Suecia. Es folgten in den Jahren 1962 bis 1965 19 absolvierte Erstligaspiele während eines Engagements bei den Boca Juniors. In den Jahren 1962, 1964 und 1965 wurde er mit den Hauptstädtern Argentinischer Meister. 1966 bis 1967 stand er in Reihen Colóns. Dort sind 43 Einsätze in der Liga für ihn verzeichnet. Errea wechselte 1967 zum amtierenden Südamerika-Meister Peñarol in die Primera División. Er kam als Ersatz für Stammtorhüter Mazurkiewicz, der sich jedoch verletzte und wegen einer Fraktur der linken Hand vorübergehend ausfiel. Er verzeichnete dort vier Einsätze in der Copa Libertadores (Gruppenphase Runde 2) und kam zudem aufgrund der Verletzung von Mazurkiewicz in der Anfangsphase der Saison als Stammtorwart im Rahmen des Torneo Competencia und des Torneo de Honor zum Einsatz. Mit den von Roque Máspoli als Trainer betreuten Aurinegros gewann er in jenem Jahr die uruguayische Meisterschaft. Nachdem er 1968 eine weitere Station bei den Boca Juniors einlegte, bestritt er in den Jahren 1969 und 1970 insgesamt 26 Spiele für Estudiantes de La Plata. In den Finalspielen um die Copa Libertadores 1970 war er der Torhüter der argentinischen Elf, die Peñarol besiegte und den Titel gewann. 1971 trug er 36-mal das Trikot des argentinischen Klubs Banfield. Es folgten sechs Spielzeiten in Griechenland. Dort stand er drei Saisons bei AEK Athen gefolgt von zwei weiteren bei Apollon unter Vertrag, bevor er seine Karriere in Chalkida beim dort ansässigen Zweitligisten AO Chalkida abklingen ließ.

### Nationalmannschaft
Errea bestritt fünf Spiele für die U20-Mannschaft seiner Heimat. Er war auch Mitglied der A-Nationalmannschaft Argentiniens, absolvierte von 1959 bis 1961 zwei A-Länderspiele und gewann mit dieser 1964 die Copa de las Naciones, ohne jedoch in diesem Turnier zum Einsatz zu kommen.

### Erfolge
- Copa de las Naciones: 1964
- Copa Libertadores: 1970
- 3× Argentinischer Meister: 1962, 1964, 1965
- Uruguayischer Meister: 1967
- Copa Suecia: 1960